# 单田芳
单田芳（1934年12月17日—2018年9月11日），本名单传忠，男，生于辽宁省营口市，籍贯河北省涞水县南高洛镇，祖籍山东省临邑县德平镇，中国大陆评书表演艺术家、第三批国家非物质文化遗产传承人、中国曲艺家协会会员以及中国通俗小说研究会会员。其评书表演在语言上比较质朴，以声绘形绘色绘情上尤为见长；其个人评书节目和相关视频也自1990年代中后期开始，在中国中央电视台等中国內地各大电视频道上相继播出，其听众多达6亿人。2018年9月11日下午3点30分因病在中日友好医院去世。

## 生平

### 早年
幼年随家人移居长春，后在长春围城中随父逃离。50年代，单田芳父亲单永魁蒙冤入狱，母亲王香桂与父亲离婚。中学在同泽男中（今沈阳市第27中学）1953年考入东北大学，后因身体与家庭原因放弃学业从事评书艺术，师从李庆海。1955年，单田芳进入鞍山曲艺团，得到西河大鼓名家赵玉峰和评书名家杨田荣的指点。24岁正式登台。不仅表演传统评书，也有许多新书作品。

### 文革十年
文革中因言获罪，遭到迫害，甚至曾被造反派踢碎牙齿。身上两处骨折。

### 重返舞台
文革结束后，单田芳得以重新返回舞台说书。从鞍山人民广播电台开始逐渐被全国评书爱好者接受，成为中国大陆首屈一指的大家。据统计，每天最高峰时有1.2亿听众收听单田芳的评书。

### 退休后
单田芳继续发展评书艺术，创立北京单田芳艺术传播有限责任公司，任董事长。

### 逝世
2018年9月11日下午3点30分，单田芳因病在中日友好医院病逝，享壽84岁。

## 作品简介
《三國演義》，《西遊記》，《封神演義》，《水滸傳》，《大明英烈》，《民國英烈》，《曾國藩》
《亂世梟雄》，讲述張作霖及張學良父子的一生。
《三侠五义》，讲述北宋仁宗年间以三侠（指北侠欧阳春、南侠展昭、丁氏双侠丁兆兰、丁兆蕙（二人为一侠））；五义（指钻天鼠卢方、彻地鼠韩彰、钻山鼠徐庆，翻江鼠蒋平、锦毛鼠白玉堂这五鼠弟兄）为首的侠义之士协助青天包公平奇冤办要案的故事。
《白眉大侠》，讲述北宋初期以徐良为首的正义之士除暴安良、替天行道的故事，故事承接自《三侠五义》与《七杰小五义》。后改编为同名武侠电视剧。
《林则徐》，80集视频评书，讲述清朝道光时期，林则徐以钦差大臣身份在中国广东禁烟及被革职后的故事。

## 影响
「凡有井水处，皆听单田芳。」單田芳艺术生涯作品累计100多部，在中国大陆600多家电台、电视台播出，影响多代中国人。由于单田芳知名度颇高且嗓音独特，常有人模仿他的声音。

## 家庭
单田芳出身曲艺世家，外祖父王福义是闯关东进沈阳最早的竹板书老艺人；母亲王香桂是1930、40年代的西河大鼓演员，人称“白丫头”；父亲单永魁是弦师；大伯单永生和三叔单永槐分别是西河大鼓和评书演员。妻子王全桂，比单田芳年长8岁。